# Життя Марії
Сергій Жадан. Життя Марії.
"Життя Марії" — поетична збірка українського письменника Сергія Жадана, опублікована у 2017 році. Книга відзначається глибоким ліризмом, емоційною насиченістю та соціальною актуальністю. Вона є однією з важливих робіт автора, де він розглядає теми пошуку ідентичності, любові, самотності, взаємин та соціальних змін в Україні.

## Зміст
1. Загальна характеристика збірки
2. Тематика та мотиви
3. Стиль і особливості поезії
4. Впливи та інтерпретації
5. Відгуки та значення
6. Примітки

## Загальна характеристика збірки
"Життя Марії" складається з поетичних текстів, які розкривають різні аспекти людського існування, зокрема пошук сенсу життя, моральні дилеми, стосунки між людьми та соціальні зміни. Вірші поета характеризуються глибокою емоційною напругою, ліричністю та збереженням характерного для Жадана поетичного стилю, що поєднує особисте і загальне, інтимне й соціальне.

## Тематика та мотиви
Збірка порушує кілька ключових тем:
- Ідентичність і самоусвідомлення: Тема пошуку себе є центральною у книзі, де автор звертається до образу Марії, який можна трактувати як символ не лише конкретної жінки, а й універсального досвіду людини, що намагається знайти своє місце в світі.

- Відчуження і самотність: У поезії Жадана часто зображено стан відчуження, ізоляції, самотності, характерний для сучасного суспільства.

- Соціальні та політичні питання: Хоча "Життя Марії" не є суто політичною збіркою, теми, пов’язані з революціями, війною на сході України, соціальними змінами, присутні в багатьох віршах.

- Любов та взаємини: Взаємини між людьми, особливо між чоловіком і жінкою, часто описуються в контексті складної і непередбачуваної природи любові, стосунків і сім'ї.

## Стиль і особливості поезії
Поезія в збірці "Життя Марії" зберігає характерну для Сергія Жадана емоційну напругу, динамічність і доступність мови. Вірші мають гнучку форму, часто варіюються від традиційних до вільних віршів. Автор активно використовує метафори і алегорії, що дозволяє глибше осмислювати події, соціальні процеси і особисті переживання. Стиль Жадана в цій збірці поєднує поетичну експресію з філософськими роздумами, що робить його творчість багатошаровою і відкритою для різних інтерпретацій.

## Впливи та інтерпретації
Образ Марії в назві збірки може бути трактований як метафора для загальної долі людини в умовах соціальних та політичних змін. Водночас цей образ може мати біблійні алюзії, але в контексті сучасної української реальності набуває нових значень.
Поезія Жадана в "Житті Марії" перегукується з темами пошуку ідентичності, руйнації традицій і моральних конфліктів. Крім того, твори містять численні соціальні коментарі, що дають можливість краще зрозуміти складний період в історії України.

## Відгуки та значення
Збірка "Життя Марії" отримала позитивні відгуки від літературних критиків, які відзначають її глибину та актуальність. Книга стала важливою частиною сучасної української літератури, здобувши популярність серед широкої аудиторії. Твори Сергія Жадана в "Житті Марії" не лише дають змогу оцінити внутрішній світ автора, а й поглиблюють розуміння соціальних та культурних процесів, що відбуваються в Україні в умовах постреволюційної трансформації.